# سبال جنوبي
سبال جنوبي (الاسم العلمي:Sabal australis) هو نوع نباتي يتبع جنس السبال من فصيلة الفوفلية.
سمي هذا النوع بالجنوبي (باللاتينية: australis) نسبة إلى النصف الجنوبي للكرة الأرضية.